# برت بیتس
برت بیتس (انگلیسی: Bert Bates؛ ۱۸ اوت ۱۹۰۷ – ۲۳ آوریل ۱۹۷۶) یک تدوین‌گر اهل بریتانیا بود که در جریان زندگی هنری خویش در بیش از ۶۰ فیلم فعالیت داشته است.

## گزیده فیلم‌شناسی
- خوشحال (فیلم ۱۹۳۳) (۱۹۳۳)
- در برج جدی (۱۹۴۹)
- دریای عمیق آبی (فیلم ۱۹۵۵) (۱۹۵۵)
- آناستازیا (۱۹۵۶)
- افسانه گمشدگان (۱۹۵۷)
- کلید (فیلم ۱۹۵۸) (۱۹۵۸)
- مأمور ما در هاوانا (۱۹۵۹)
- دنیای سوزی وانگ (۱۹۶۰)
- دوباره خداحافظ (فیلم ۱۹۶۱) (۱۹۶۱)
- پنج مایل مانده به نیمه‌شب (۱۹۶۲)
- تیری در تاریکی (۱۹۶۴)
- قهرمانان تلمارک (۱۹۶۵)
- فاصله (۱۹۶۸)
- نبرد بریتانیا (۱۹۶۹)
- الماس‌ها ابدیند (۱۹۷۱)
- زندگی کن و بگذار بمیرد (۱۹۷۳)